# Ogcodes rufoabdominalis
Ogcodes rufoabdominalis este o specie de muște din genul Ogcodes, familia Acroceridae, descrisă de Cole în anul 1919.
Este endemică în Utah. Conform Catalogue of Life specia Ogcodes rufoabdominalis nu are subspecii cunoscute.